# Snježni vrabac
Snježni vrabac (lat. Montifringilla nivalis), vrsta ptice pjevice (Passeri) iz porodice vrabaca (Passeridae), red vrapčarke (Passeriformes). U Hrvatskoj je strogo zaštićena vrsta., dok u svijetu ima status najmanje zabrinutosti.
Snježni vrabac ima najmanje 7 podvrsta a rasprostanjen je po Europi (Balkan, Alpe, Pireneji, Korzika) i kroz središnju Aziju do zapadne Kine i to na visinama preko 1500 metara, dok na visine ispod 1000 metara rijetko kada silazi. Čest je gost po planinskim skijalitima. Hrani se sjemenkama i kukcima a Gnijezdi se u pukotinama stijena ili u napuštenim leglima glodavaca, gdje polaže 3 do 4 jaja.
Snježni vrabac naraste od 16.5 do 19 centimetara pa je zbog svoje veličine u engleskom jeziku poznat kao bijelokrila snježna zeba (White-winged snowfinch).

## Podvrste
1. Montifringilla nivalis alpicola (Pallas, 1811)
2. Montifringilla nivalis gaddi Zarudny & Loudon, 1904
3. Montifringilla nivalis groumgrzimaili Zarudny & Loudon, 1904
4. Montifringilla nivalis kwenlunensis Bianchi, 1908
5. Montifringilla nivalis leucura Bonaparte, 1855
6. Montifringilla nivalis nivalis (Linnaeus, 1766)
7. Montifringilla nivalis tianshanica Keve-Kleiner, 1943